# Обыкновенный пестряк
Обыкновенный пестряк, или реликтовый пестряк, или обыкновенный златоглазик (лат. Chrysops relictus) — вид насекомых из семейства слепней.

## Описание
Обыкновенный пестряк достигает длины от 9 до 14 мм и имеет очень броскую окраску. Среднеспинка и грудь блестящего чёрного цвета со светло-коричневым волосяным покровом. Верхняя сторона второго сегмента в задней части тела светло-жёлтая с двумя чёрными пятнами. Третий и четвёртый сегменты чёрные и имеют светло-желтоватые треугольники, сегменты с пятого по седьмой на задней части тела у самца и с третьего по седьмой у самки окрашены в чёрный цвет и имеют светло-желтоватую кромку. Прозрачные крылья имеют мозаичную окраску с коричневыми пятнами, на вершинах имеется коричневое пятно. Фасеточные глаза зелёные и собраны у самцов вместе. Нижняя часть лица желтоватого цвета, треугольник лба блестящего чёрного цвета. Усики чёрные, причём первый сегмент у самцов слегка утолщён, у самок он стройнее и имеет жёлтую окраску. Щупики чёрные. Кусающего пестряка трудно согнать, при этом его укус можно охарактеризовать, как весьма болезненный и неприятный.

## Распространение
Вид распространён в Центральной, Восточной, Южной и Северной Европе. В Европейской части России известен от Мурманска, о. Колгуева на севере до Калмыкии на юге. Встречается широко в Западной и Восточной Сибири, Казахстане. Изолированные участки ареала имеются в северной Монголии, Китае и Якутии. Лёт с мая по август.